# Thomas Gaevert
Thomas Gaevert (* 27. Dezember 1964 in Hasselfelde) ist ein deutscher Journalist und freier Autor.

## Leben
Thomas Gaevert machte nach der Schulentlassung von 1981 bis 1983 eine Ausbildung als Schriftsetzer mit anschließender Tätigkeit in diesem Beruf bei der Druckerei Volksstimme Magdeburg / Harzdruckerei Wernigerode. Von 1984 bis 1988 war er zudem Urlauberbetreuer beim FDGB-Feriendienst Wernigerode, gleichzeitig leistete er 1986 bis 1988 seinen Grundwehrdienst bei der NVA.
Von 1988 bis 1991 studierte Gaevert Kulturwissenschaften an der Fachhochschule für sozial-kulturelle Arbeit Meißen / Pädagogische Hochschule „Karl Friedrich Wilhelm Wander“ Dresden. Danach war er zwei Jahre als Sozialbetreuer für Aussiedler aus dem Gebiet der damaligen Sowjetunion im Landkreis Wernigerode tätig. 1993 begann er ein Studium an der Fachhochschule des Bundes in Berlin, Fachbereich Sozialrecht, das er 1996 ohne Abschluss beendete. 1997/1998 nahm er an einer Fortbildung Film- und Medienmanagement am mibeg – Institut für berufliche Weiterbildung, Köln teil, 1998 hatte er außerdem ein Praktikum beim KiKA von ARD und ZDF.
Seit September 1998 ist Gaevert als Autor und Journalist tätig, vorwiegend für Hörfunk- und TV-Produktionen bei SWR, WDR, RBB, MDR, ZDF und Deutschlandradio. Vor allem im Hörfunk bedient er sich sehr oft der Möglichkeiten des Dokudramas und der Dokufiktion. Angelehnt an entsprechende filmische Erzählformen verbindet er dabei dokumentarische Elemente mit Hörspielelementen.
Zu Gaeverts bevorzugten Themen gehört die Auseinandersetzung mit der DDR-Vergangenheit. Ein weiterer thematischer Schwerpunkt ist die Auseinandersetzung mit den Problemen und Lebenswelten geistig behinderter Menschen.

## Werke

### Film und Fernsehen
Gaeverts erste 2002 gedrehte längere Dokumentation Die Farce – Geschichte einer Verhaftung erzählt die Geschichte der Schriftstellerin Elisabeth Graul, die 1951 als Mitglied einer Widerstandsgruppe gegen das totalitäre SED-Regime in Ostberlin hinter Gitter geriet. Nach ihrer Verhaftung musste sie 7 Monate im berüchtigten Stasi-Untersuchungsgefängnis Hohenschönhausen verbringen. 1952 wurde sie in einem Schauprozess vom Obersten Gericht der DDR zu 15 Jahren Zuchthaus verurteilt. Der Film entstand als freie Produktion und hatte am 13. Februar 2002 im Palais am Fürstenwall in Magdeburg seine Premiere.  Als Sprecher konnten die beiden Schauspieler Barbara Schnitzler und Peter Sodann gewonnen werden. Die in Magdeburg erscheinende Tageszeitung Volksstimme schrieb anlässlich der Premiere: … Thomas Gaeverts Film enthält sich jeglichen Voyeurismus'. Er lässt die Betroffenen reden über ihren Schmerz, über ihre Ideale und Hoffnungen. Er lässt die Gesichter sprechen. Wenn die charismatischen Stimmen von Barbara Schnitzler oder Peter Sodann in den Rollen der Vernehmer oder der Richterin Hilde Benjamin präsent sind, erfährt das Dokumentarische eine weitere sensible künstlerische Verdichtung. Viele Gäste fragten an diesem Abend, wann der Film im MDR-Fernsehen einem größeren Publikum zugänglich gemacht wird. Die Antwort blieb aus, weil sich kein Vertreter des MDR im Palais am Fürstenwall befand.
Die für die ARD im Jahre 2005 produzierte TV-Dokumentation Frauen als Beute behandelt die Geschichte der Wehrmachtsbordelle im Zweiten Weltkrieg. Gaevert recherchierte dafür etwa zwei Jahre in osteuropäischen Archiven.  Der Film zeigt, wie vor allem Frauen im besetzten Osteuropa vom Sanitätsdienst der Deutschen Wehrmacht in die organisierte Zwangsprostitution getrieben wurden. Nach seiner Erstausstrahlung im Deutschen Fernsehen lief der Film auch mehrmals in Polen, Estland und Australien.
2007 folgte der Dokumentarfilm Ausgelöscht, der sich dem Untergang des jüdischen Lebens in der polnischen Stadt Białystok während des Zweiten Weltkriegs widmet.
2011 wirkte Gaevert auf der Basis seiner Recherchen für das SWR-Radiofeature „Eher regnet es Tinte...“ sowie des vom DRA Babelsberg bereitgestellten Kameranegativs an der Restaurierung der 1975 verbotenen Folge von Polizeiruf 110 mit dem Titel „Im Alter von...“ mit. Am 23. Juni 2011 erlebte „Im Alter von...“ im MDR-Fernsehen seine verspätete Sendepremiere. Anlässlich des 40-jährigen Jubiläums der Sendereihe Polizeiruf 110 zeigte der MDR den Film zusammen mit der Dokumentation „40 Jahre Polizeiruf - Eine Erfolgsstory“, bei der Gaevert wiederum als Autor mitwirkte. Mit einer Einschaltquote von 26,3 Prozent im MDR-Sendegebiet bzw. 6,3 Prozent bundesweit erzielte der MDR damit einen seiner größten Zuschauererfolge.
2014 bis 2015 wirkte Gaevert als Autor bei der ZDF-Dokumentation Tödliche Grenze – Der Schütze und sein Opfer mit. Erzählt wird die Geschichte zweier 15-jähriger Schüler aus Halle, die am 8. Dezember 1979 bei Sorge im Harz über die innerdeutsche Grenze flüchten wollten. Heiko Runge, einer der beiden Jungen, starb dabei durch einen Schuss in den Rücken. Der von Regisseur Volker Schmidt-Sondermann inszenierte Film verbindet Interviews mit Zeitzeugen, Dokumentar- und Spielfilmszenen, die an der ehemaligen innerdeutschen Grenze bei Sorge im Harz gedreht wurden.

### Rundfunk
Die 2010 gesendete Hörfunkdokumentation Eher regnet es Tinte... erzählt die Geschichte eines verbotenen Filmprojektes aus der DDR-TV-Reihe „Polizeiruf 110“. Der 1974 von Heinz Seibert gedrehte Film Im Alter von... (vorgesehenes Sendedatum: 23. Februar 1975) basierte in seiner ursprünglichen Drehbuch-Version Am hellerlichten Tag von Dorothea Kleine auf dem Fall des Kindermörders Erwin Hagedorn, der 1969 und 1971 auf grausame Weise drei Jungen aus Eberswalde umgebracht hatte. Hagedorn wurde dafür zum Tode verurteilt und 1972 hingerichtet. Obwohl die verfremdete Filmstory keine Rückschlüsse auf die realen Geschehnisse zuließ, wurde der Film noch vor seiner geplanten Ausstrahlung verboten und sollte vernichtet werden. Nachdem im Frühjahr 2009 im Deutschen Rundfunkarchiv (DRA) Potsdam-Babelsberg das stumme Kameranegativ des Films sichergestellt werden konnte, traf sich Gaevert mit der Drehbuchautorin Dorothea Kleine, die ihm ein Exemplar des lange verschollen geglaubten Drehbuches zugänglich machte. 2011 konnte der Film auf dieser Basis wiederhergestellt und komplett neu vertont werden. Von Beginn an wurde das Projekt, das anlässlich des 40-jährigen Jubiläums der Polizeiruf-Reihe vom MDR in Auftrag gegeben wurde, von Dr. Peter-Paul Schneider, dem damaligen Leiter des DRA-Standortes Babelsberg, unterstützt.
Das 2011 vom SWR produzierte Feature Irgendein Mike Oldfield neuerdings erzählt die Geschichte von Rammstein-Sänger Till Lindemann und seinem Vater, dem Schriftsteller Werner Lindemann.
Für die Dokumentationen Lizenz zur Spionage (2011) und Lange Schatten (2012) sowie Spitzelnde Freunde (2014) arbeitete Gaevert mit dem Wernigeröder Autor und Journalisten Söhnke Streckel zusammen.
Zum 50-jährigen Jubiläum von "Polizeiruf 110" widmete sich Gaevert noch einmal der Geschichte der TV-Reihe - diesmal mit den Hörfunkdokumentationen Krimi, Klassenkampf und neue Kommissare (SWR 2021) sowie Einsatzgruppe Fuchs ermittelt wieder – Die Lange Nacht zum Polizeiruf 110 (Deutschlandradio 2021).
2023 realisierte er zusammen mit dem Grimme-Preisträger Ole Schwarz für das Deutschlandradio 50 Jahre Tubular Bells - Eine Lange Nacht über Mike Oldfield.

## Filmografie
- 1997: Edgar (Kurzfilm, 2 Min.) – Details
- 1997: Daniels Song (Kurzfilm, 5 Min.) – Details
- 1997: Daniels Live (Kurzfilm, 7 Min.) – Details
- 1998: Ein Tag mit Kevin, Krishan und Jelte – Besuch in einer Integrationsklasse (TV-Beitrag, KinderKanal, 6 Min.) – Details
- 2001: Die Farce – Geschichte einer Verhaftung (Dokumentarfilm, Produktion Schiwago-Film in Zusammenarbeit mit Landesheimatbund Sachsen-Anhalt e. V., Hochschule Harz / Fachbereich Medieninformatik, Literaturbüro Sachsen-Anhalt, Landeszentrale für politische Bildung und Lotto-Toto GmbH Sachsen-Anhalt, 30 Min.) – Details
- 2005: Frauen als Beute – Wehrmacht und Prostitution (TV-Doku, ARD, 43 Min.) – Details
- 2007: Ausgelöscht – Bialystok und seine Juden (TV-Doku, Das Erste, 45 Min.) – Details
- 2008: Sabines neue Welt (TV-Magazinbeitrag, MDR Hier ab vier, 4 Min.) – Details
- 2010: Nah dran: Schocktherapie (TV-Doku, MDR Nah dran – das Magazin für Lebensfragen, 6 Min.) – Details
- 2011: 40 Jahre Polizeiruf – Eine Erfolgsstory (TV-Doku, MDR, 45 Min.)[9] – Details
- 2011: Polizeiruf 110: Im Alter von… (TV-Film, Mitwirkung bei der Reproduktion) – Details
- 2015: Tödliche Grenze – Der Schütze und sein Opfer (TV-Doku, ZDFZeit, 45 Min.)[10] – Details
- 2019: Unser Deutschland (dreiteilige TV-Doku zusammen mit Christian Heynen und Ingo Helm, Das Erste, insgesamt 130 Min.) – Details

## Hörfunk
- 1998: Von Caven über Berlin nach Tir Ná Nóg. (Doku, SWR2 Dschungel, 25 Minuten) – Details
- 1999: … jeder kann Musik machen – Die genialen Dilettanten von Alsterdorf. (Doku, SWR2 Dschungel, 57 Min.) – Details
- 1999: Ich brenne und ich werde immer brennen! – Elisabeth Graul und die DDR-Vergangenheit. (Doku, SWR2 Dschungel, 35 Min.)[11] – Details
- 2000: Now Charlie – you sing it! – German Propaganda Swing im Großdeutschen Rundfunk. (Doku, SWR2 Dschungel, 30 Min.) – Details
- 2000: Blumenau. (Autorenproduktion, SWR2 Dschungel, 5 Min.) – Details
- 2000: Wolf Mittler – Ein Rundfunkreporter zwischen den Fronten. (Doku, SWR2 Dschungel, 30 Min.) – Details
- 2000: Von Digedags und Abrafaxen – Comic-Helden in der DDR. (Doku, SWR2 Dschungel, 30 Min.) – Details
- 2000: Zwischen zwei Kulturen – Junge Mennoniten aus der ehemaligen UdSSR in Deutschland. (Doku, WDR Redaktion Diesseits von Eden, 25 Min.) – Details
- 2001: Organ hoch zwei / ASLSP. (Autorenproduktion, SWR2 Dschungel, 5 Min.) – Details
- 2001: Zwischen Kirche und Sozialstation – Junge Mennoniten in Deutschland. (Doku, Bayern2Radio - Geschichte und Geschichten, 25 Min.) – Details
- 2001: Das kleine Mädchen und der große Held – Aus dem Briefwechsel von Marie Hannes und Karl May. (Doku, Bayern2Radio - Geschichte und Geschichten, 25 Min.) – Details
- 2001: Teurer prachtvoller Old Shatterhand – Marie Hannes und Karl May. (Doku, SWR2 Dschungel, 30 Min.) – Details
- 2002: Forschungskosmonaut und Bürger der DDR – Die Mission des Sigmund Jähn. (Doku, SWR2 Dschungel, 30 Min.) – Details
- 2002: Science-Fiction in der DDR. (Autorenproduktion, SWR2 Dschungel, 6 Min.) – Details
- 2002: Vertrauliche Verschlusssache: I.M. Punk. (Doku, SWR2 Dschungel, 30 Min.) – Details
- 2002: Die Erde dreht sich links herum! – Science-Fiction in der DDR. (Doku, SWR2 Dschungel, 30 Min.) – Details
- 2003: Deine Lügen starben nicht… – Die Abrechnung des Niklas Frank. (Doku, SWR2 Dschungel, 30 Min.) – Details
- 2003: Eure Sendung, junge Leute! – Die Geschichte von Radio DT64. (Doku, SWR2 Dschungel, 30 Min.) – Details
- 2003: Radioday 4. Oktober 1993 – Sturm auf das Weiße Haus in Moskau. (Doku, SWR2 Dschungel, 30 Min.) – Details
- 2003: Ritter Runkel reitet wieder. (Autorenproduktion, SWR2 Dschungel, 5 Min.) – Details
- 2004: In die fremde Heimat – Geschichte und Visionen des Hermann Blumenau. (Doku, SWR Dschungel, 26 Min.) – Details
- 2005: Ich kriegte es nicht raus – Bericht aus der Welt der Autisten. (Doku, SWR2 Dschungel, 25 Min.) – Details
- 2005: Die Sprache der NVA. (Magazinbeitrag, SWR2 Dschungel, 5 Min.) – Details
- 2006: Wir sind die Soldaten der Arbeitermacht – Vom Alltag in der NVA. (Doku, SWR Dschungel, 30 Min.) – Details
- 2006: Schiefe Gedanken von Martiern, Menschen und Ameisen – Die phantastischen Welten des Kurd Laßwitz. (Doku, SWR2, 30 Min.) – Details
- 2006: James Bond made in GDR? – Sozialistische Fernsehhelden an der unsichtbaren Front des Friedens. (Doku, SWR2 Dschungel, 33 Min.) – Details
- 2007: Der Film ist nihilistisch, Fräulein Schmetterling – Geschichte eines Verbots. (Doku, SWR2 Dschungel, 30 Min.) – Details
- 2007: Ich wollte kein Verräter sein – Der Fall Paul Merker und die SED. (Doku, SWR2, 49 Min.) – Details
- 2007: Kundschafterin im Auftrag des Sozialismus – Die Geschichte der Gabriele Gast. (Doku, SWR2 Dschungel, 25 Min.) – Details
- 2008: Nichts passiert? – Halberstadt und seine Neonazis. (Doku, SWR2 Dschungel, 30 Min.) – Details
- 2009: Erziehung zur sozialistischen Persönlichkeit – Kinderheime in der DDR. (Doku, SWR2, 55 Min.) – Details
- 2009: Die Geschichte von Laila und Slow Joe – Mit der Schatzkiste auf Glückssuche. (Doku, SWR2 Dschungel, 25 Min.) – Details
- 2009: Liebesstimmen – Die Geschichte der Kerstin Blasczyk. (Doku, SWR2 Dschungel, 20 Min.) – Details
- 2009: Warum hat Sarah nichts erzählt? – Grenzüberschreitung in Behinderten-Wohngruppen. (Doku, SWR2 Dschungel, 25 Min.) – Details
- 2009: Wege nach Oz. (Doku, SWR2 – Feature am Sonntag, 55 Min.) – Details
- 2009: Spürt hier jemand einen Killerinstinkt? – Paintball im Selbstversuch. (Doku, SWR2 Dschungel, 25 Min.) – Details
- 2009: Wie kannst du mit dieser Vergangenheit leben? – RAF-Aussteiger in der DDR. (Doku, SWR2 Feature, 55 Min.) – Details
- 2009: Sabines neue Welt – Eine 38-jährige Autistin verlässt ihr Elternhaus. (Doku, SWR2 Leben, 25 Min.) – Details
- 2010: Otze – Vom Leben und Sterben eines deutschen Punkidols. (Doku, SWR2 Dschungel, 30 Min.) – Details
- 2010: Eher regnet es Tinte… – Der Mordfall Hagedorn und ein verbotener Film. (Doku, SWR2 Feature, 55 Min.) – Details
- 2011: Wird mir die Kleine wieder weggenommen? – Geistig behinderte Eltern und ihre Kinder. (Doku, SWR2 Leben, 25 Min.) – Details
- 2011: Herrlich unsterblich – Von alten und neuen Vampirgeschichten. (Doku, SWR2 Dschungel, 30 Min.) – Details
- 2011: Irgendein Mike Oldfield neuerdings – Eine Vater-Sohn-Geschichte. (Doku, SWR2 Dschungel, 30 Min.)[12] – Details
- 2011: Lizenz zur Spionage – Militärische Verbindungsmissionen im Kalten Krieg. (Doku, SWR2 Feature, 55 Min.) – Details
- 2012: Der Roland und der Urstromtaler – Unterwegs mit einer Regionalwährung. (Doku, SWR2 Tandem, 25 Min.) – Details
- 2012: Bloß weg! – Straßenkinder in Deutschland. (Doku, SWR2 Tandem, 25 Min.) – Details
- 2012: Der Zeitreisende von Ansbach – oder Wer war Oswald Levett?. (Doku, SWR2 Tandem, 30 Min.) – Details
- 2012: Ihr zweites Leben –  Kerstin Kuzia berät ehemalige DDR-Heimkinder. (Doku, SWR2 Dschungel, 25 Min.) – Details
- 2012: Lange Schatten – DDR-Grenzer, der „Mordfall Runge“ und ein Prozess. (Doku, SWR2 Feature, 55 Min.) Details
- 2013: Großvaters Andenken – Judka Strittmatter und ihre persönliche Spurensuche. (Doku, SWR2 Tandem, 25 Min.) – Details
- 2013: Regiogeld als Alternative zum Euro?. (Magazinbeitrag, WDR5 Morgenecho, 3:10 Min.) -- Details
- 2013: Überleben unterm Hakenkreuz – Die Geschichte der Familie Klimt. (Doku, SWR2 Tandem, 25 Min.) -- Details
- 2013: Der Fall Bischofferode – Wie die Treuhandanstalt die ostdeutsche Kaliindustrie abwickelte. (Doku, SWR2 Feature, 55 Min.)[13][14] -- Details
- 2014: Einmal zum Mars und nicht mehr zurück – Ein Mann und sein Traum. (Feature, SWR2 Tandem, 25 Min.)[15] -- Details
- 2014: Fight for Peace in Kabul – Die Geschichte des Boxers Hamid Rahimi. (Feature, SWR2 Tandem, 25 Min.) - Details
- 2014: Von alten Parolen zu neuen Freiheiten – Die letzten Teenager der DDR. (Feature, SWR2 Tandem, 25 Min.) - - Details
- 2014: Spitzelnde Freunde – Deutschland und der amerikanische Geheimdienst NSA. (Doku, SWR2 Feature, 55 Min.) – Details
- 2014: Geboren 1914 – Einsichten einer Hundertjährigen. (Feature, SWR2 Tandem, 25 Min.) – Details
- 2015: Wer ist das Volk? – Über Fremdenfeindlichkeit im Osten. (Das ARD-Radiofeature, 23. September 2015 und weitere Sendetermine, 55 Min.) – Details
- 2015: Ich weiß nicht, woher es kommt – Leben mit dem PWS-Syndrom. (Reportage, SWR2 Tandem, 18. November 2015, 25 Min.) – Details
- 2015: Vom Brockenbenno und der verlorenen Zeit – Geschichte eines Extremwanderers. (Reportage, SWR2 Tandem, 2. Dezember 2015, 25 Min.)[16] – Details
- 2016: Kleine weiße Friedenstaube – Ein DDR-Kinderlied und seine Schöpferin,. (Feature, SWR2 Tandem, 9. März 2016, 25 Min.) – Details
- 2016: Kasachstan, das war einmal – Wie die Familie Briandin in Deutschland eine zweite Heimat fand. (Feature, SWR 2 Tandem, 29. Juni 2016, 25 Min.) – Details
- 2017: Die Luftpiraten von Marienbad – Geschichte einer Flugzeugentführung. (Doku, SWR2 Feature, 1. Februar 2017, 55 Min.) – Details
- 2017: Auf großer Bühne – Wie Slow Joe aus Buxtehude nach Südkorea kam. (Feature, SWR2 Tandem, 13. März 2017, 25 Min.) – Details
- 2017: Mit dem eigenen Flugapparat in die Freiheit – Vierzig Jahre nach einem gescheiterten Fluchtversuch aus der DDR. (Feature, SWR2 Tandem, 15. Mai 2017, 25 Min.) – Details
- 2017: Eine unbequeme Archivarin – Sabine Lange und die Stasi-Spitzel im Literaturzentrum Neubrandenburg. (Feature, SWR2 Tandem, 30. Oktober 2017, 25 Min.) – Details
- 2018: Die Supergeheimen – Der Militärische Nachrichtendienst der DDR. (Doku, SWR2 Feature, 10. Januar 2018, 55 Min.) – Details
- 2018: Auf der Suche nach der Welt von morgen – Eine Phantastische Bibliothek. (Feature, SWR2 Leben, 21. September 2018, 25 Min.) – Details
- 2019: Der Wetterbeobachter – Ein Leben auf dem Brocken. (Feature, SWR2 Leben, 4. Januar 2019, 25 Min.) – Details
- 2019: Das Generationenprojekt – Der Uranabbau in Ostdeutschland und seine Folgen. (Doku, SWR2 Feature, 27. Februar 2019, 55 Min.) – Details
- 2019: Deutschland ist ein weißgeblümtes Kleid – Warum die Vietnamesin Huong Trute vor über 40 Jahren in die DDR kam und blieb. (Feature, SWR2 Leben, 6. März 2019, 25 Min.) – Details
- 2019: Agent aus Abenteuerlust – Ein junger Student und der militärische Nachrichtendienst der DDR. (Feature, SWR2 Leben, 5. Juli 2019, 25 Min.) – Details
- 2019: Das Haus hat gelbe Fenster – Eine Gruselfiktion. (Hörspiel zusammen mit Maidon Bader, Autorenproduktion, Veröffentlichung: 1. August 2019; als CD am 1. Juni 2020 erschienen bei Nowa MD, 55 Min.) – Details
- 2019: Kalter Krieg im Radio – Propagandaschlachten im Nachkriegsdeutschland. (Doku, SWR2 Feature, 30. Oktober 2019, 56 Min.) – Details
- 2020: Einsamer Tod – Persönliche Spurensuche nach einem verlorenen Freund. (Feature, SWR2 Leben, 24. Juni 2020, 25 Min.) – Details
- 2020: Die DDR nie erlebt, aber immer im Kopf. (Feature, SWR2 Leben, 9. November 2020, 25 Min.) – Details
- 2020: Sendeschluss oder Neustart? – Vom Ende der DDR und der Neuordnung des Rundfunks. (SWR2 Feature, 11. November 2020, 55 Min.) – Details
- 2021: Ole Anders – Ein Leben für den Luchs. (Reportage, SWR2 Leben, 16. März 2021, 18 Min.) – Details
- 2021: Krimi, Klassenkampf und neue Kommissare - 50 Jahre Polizeiruf. (SWR2 Feature, 2. Juni 2021, 55 Min.) – Details
- 2021: Einsatzgruppe Fuchs ermittelt wieder – Die Lange Nacht zum Polizeiruf 110. (Deutschlandfunk Kultur, 19. Juni 2021, 158 Min.) – Details
- 2021: Deckname „Donner“ – Das geheime Leben des Hans Hubert Wax. (SWR2 Feature, 19. November 2021, 53 Min.) – Details
- 2022: Vom Stummfilm bis zu den letzten analogen Kopien – Frank Becker und sein privates Filmarchiv. (SWR2 Leben, 15. März 2022, 23 Min.) – Details
- 2022: Hingabe ja, Preisgabe nein - Eine Lange Nacht über den Schauspieler Dieter Mann. (Deutschlandfunk Kultur /Deutschlandfunk, 18. Juni 2022, 160 Min.) – Details
- 2022: Ein Leben in Sorge, im Harz - Inge Winkel betreut ein Grenzmuseum in der früheren DDR. (SWR2 Leben, 18. Oktober 2022, 21 Min.) – Details
- 2023: Die Wälder der Zukunft – Förster Gutbier und sein einzigartiges Experiment. (SWR2 Leben, 16. März 2023, 23 Min.) – Details
- 2023: 50 Jahre Tubular Bells - Eine Lange Nacht über Mike Oldfield; Online-Alternativtitel: Mike Oldfield - Als Multinstrumentalist zum Welterfolg (Deutschlandfunk Kultur /Deutschlandfunk, 29./30. Juli 2023, 157 Min.) – Details
- 2023: Schwarze Kanäle - Piratenradios in der DDR (SWR2 Feature, 30. Oktober 2023, 53 Min.) – Details
- 2023: Maria und die Welt der Düfte (SWR2 Leben, 14. November 2023, 23 Min.) - Details

## Printmedien
- Mich haben sie immer Puppe genannt – Eine Collage in Text und Bild aus dem Leben einer Autistin und ihrer Geschwister (Menschen – Das Magazin, Ausgabe 2/2006)
- 40 Jahre Polizeiruf 110 – eine interessante Zeitreise (Beitrag für das ARD-Presseheft 40 Jahre Polizeiruf 110, Ausgabe 5/2011)
- DT64 – Das Jugendradio aus dem Osten 1964–1991. Landeszentrale für politische Bildung Thüringen und Bundesstiftung zur Aufarbeitung der SED-Diktatur, Erfurt 2018, ISBN 978-3-946939-29-0.
- Die besondere Filmsprache des Regisseurs Andrej Tarkowski, betrachtet am Beispiel seines Spielfilms „Stalker“. GRIN Verlag, München 2020, ISBN 978-3-346-26952-2.

## Auszeichnungen
Das im Jahr 2003 vom SWR produzierte Hörfunkstück Deine Lügen sterben nicht (Regie: Hans-Peter Bögel) wurde als ARD-Beitrag für den Prix Europa 2004 nominiert. Im Wettbewerb wurde es auf Platz 6 der 10 besten europäischen Produktionen in der Kategorie Hörfunk-Feature gewählt.